# Mogul Birodalom
A Mogul Birodalom  (perzsa önelnevezés: گورکانی Gurakâni; urdu: مغلیہ سلطنت Muġalīah Sulṭanat) észak-indiai muszlim birodalom volt Agra központtal, amit a mongol-török Bábur – Timur Lenk leszármazottja – alapított. Fénykorában a Ming és a Csing korabeli Kína után a világ legnagyobb gazdaságát működtette, uralkodói gazdagsága sokszorosan felülmúlta a kor elsődleges európai nagyhatalma, Franciaország királyaiét. Az építkezések, a művészetek és a tudományok óriási volumene jól mutatja a mogul uralkodók és az elit széleskörű műveltségét és elképesztő gazdaságát. A Mogul Birodalom talán leghíresebb emléke, a Tádzs Mahal egyike a világ hét új csodájának. A 18. századra egyértelművé vált hanyatlás. Miután Delhit a perzsa Nádir sah 1739-ben elfoglalta, a birodalom névlegessé vált, amit a brit gyarmatosítás is fenntartott egészen 1857-ig, amikor az utolsó nagymogul, II. Bahádur formálisan is lemondott. A birodalmat a britek (egészen pontosan a Brit Kelet-indiai Társaság) hihetetlenül kiszipolyozta és teljesen tönkretette.

## Történelem

### Előzmények – A Delhi Szultanátus
A Mogul Birodalom kialakulása az indiai szubkontinensen nem egy új, az iszlám számára ismeretlen területet érintett, hiszen a vallás már az arab expanzió során  megjelent az ország északi részein, az Indus folyóig terjedő területeken. A 12. század végén afgán csapatok, először a Gaznavidák, majd a Gúridák rohanták le a területet, és rabolták végig a szubkontinens északkeleti tartományait, majd ez utóbbiak a Gangesz vidékéig merészkedve először rablóhadjáratokkal, később rabszolgákból és hadifoglyokból álló seregeik (mamlúkok) parancsnokaival mint helytartókkal megvetették a lábukat a térségben. Kutb ad-Dín Ajbak, a mamluk hadtest parancsnoka 1206-ban levált a gúrida szultán fennhatósága alól és megalapította az első egykori rabszolgák alkotta mamluk dinasztiát, a Delhi Szultanátust.
A Delhi Szultanátust öt jelentősebb egymást követő dinasztia alkotta: az egykori rabszolgákból lett szultánok, az indiai mamlukok (1206–1290), a Hildzsik dinasztiája (1290–1320), a Tuglukok (1320–1414), a Szajjidok (1414–1451), Lódik (1451–1526) és a Szúrik (1540–1555).
Ezeknek a dinasztiáknak nem csak a birodalom egységéért kellett megküzdeni, az indiai és a rádzsput fejedelmek hűségét megtartani, vagy lázadásukat leverni, hanem a birodalmat érintő külső támadásokat is meg kellett akadályozniuk.
A legjelentősebb volt ezek közül a szintén muszlim Timur Lenk rablóhadjárata, aki 1398-ban kirabolta és felgyújtotta fővárosukat, Delhit. Timur lenk nem akarta birodalmához csatolni a meghódított területeket, megelégedett kifosztásukkal. Halála után a széttöredezett birodalom különböző dinasztiái uralkodtak több kevesebb sikerrel, a 16. század elején a hatalmi villongásoktól és trónviszályoktól terhelt, afgán származású Lódi dinasztia gyakorolta a hatalmat India központi területein.

### Bábur
Az afgánok közötti belső ellentétek lehetővé tették egy új hódító, Zahír ad-Dín Muhammad Bábur (1483-1530) megjelenését az indiai térségben. Bábur Timur Lenk nemzetségéből származott (a szépunokája volt), és édesanyján keresztül Dzsingisz kán leszármazottjának mondhatta magát. 1494-ben 12 évesen került a Fergana-medence trónjára, amelyből konfliktusok adódtak két nagybátyjával, akik Szamarkandot és Taskentet birtokolták. Miután e két ellenséggel leszámolt, észak felől új fenyegetés érkezett: a nomád üzbég törzsek Muhammad Sejbáni Kán vezetésével függetlenedve az Arany Hordától a mai Üzbegisztán térségébe vonultak be, ezzel véget vetve a timurida uralkodók majd egy évszázados regnálásának a térségben. 

Tíz éven át tartó, folyamatos csatározások után vereséget szenvedett, és Timur Lenk szamarkandi fővárosát feladva, Afganisztánba vonult, ahol Kabul környékén hatalmi központot hozott létre. Az indiai lodi afgánok belső hatalmi harcai miatt Bábur viszonylag könnyen behatolt a térségbe, és kiváló, harcban edzett taktikusként 1505-ben le is győzte őket. Csapatai Indiában rablóhadjáratot indítottak, és kifosztották a területet.

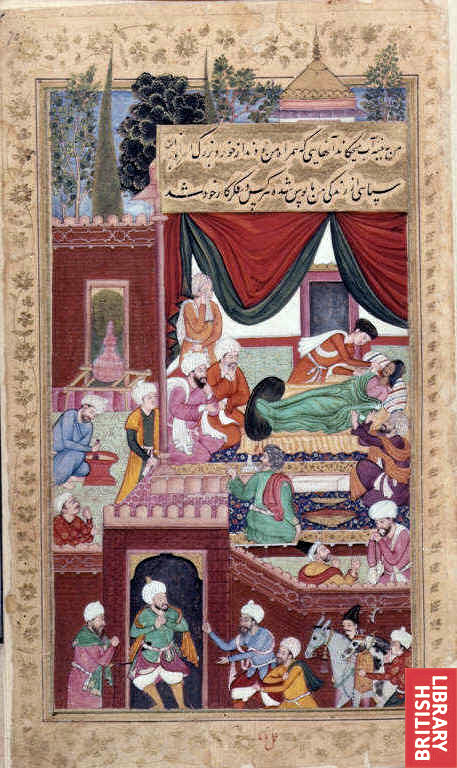
Bábur sah ábrázolása

Mivel Bábur származását a csagatáj mongolokig vezette vissza, őt és hadseregét mongoloknak tartották (perzsa nyelven mogul), így ez az elnevezés megmaradt egész dinasztiáján, bár katonái többnyire türkök és perzsák voltak. A mogul-név még századokkal később is egyet jelentett a gazdagsággal és fényűzéssel.
Bábur öt alkalommal indított átfogó támadást India teljes leigázására, de magát Indiát - ahogy ő fogalmazott leghíresebb művében, a csagatáj-török nyelven írt Báburnáméban: Hindusztánt – nem kedvelte. Hadjáratai során inkább hátországnak tekintette Közép-Ázsia visszafoglalásához. Ebben a törekvésében segítségére volt az, hogy az üzbégeket legyőzték a szafavida Iszmail sah seregei. Az üzbégek azonban Bábur hadait még visszaverték, ezért az uralkodó lemondott Közép-Ázsiáról, és figyelme Indiára terelődött.
Az Indus menti nemesi vezérek, a Rádzsput hercegek, és a lázadó lódi-afgánok rábírták egy Delhi elleni támadásra, bízva abban, hogy Bábur a szövetségesükként kezükre juttatja a várost. Bábur azonban nem mint szövetséges, hanem mint már hódító jelent meg Delhi alatt. 1526-ban a Delhi közelében fekvő Pánipatnál megverte a lódikat, és oszmán mintára létrehozott serege segítségével elfoglalta hatalmi központjukat. Négyéves indiai uralkodása alatt a Rádzsput hercegek bevonásával új államszerkezetet alakított ki, majd hatalmát fiára, Humájunra (1530–1540 majd 1555–1556) hagyta. Bábur halott testét, szülőföldje iránti szeretetét méltányolva Kabulba szállították.

### Átmeneti visszavonulás
Gudzsarát vidékén a helyi szultánok a portugálokkal szövetkezve felléptek a mogulok hatalma ellen, de az irányítás kicsúszott a kezeik közül. A portugál kereskedők saját érdekeiknek megfelelően szervezték meg a gudzsaráti területeket, és katonáikkal ellenőrzés alá vonták a térséget. Bár ekkor a gudzsaráti szultán szövetséget keresett a mogulokkal, ez a törekvése már nem vezetett eredményre. A portugálok megszerezték „India nyugati kapuja” feletti katonai és gazdasági ellenőrzést.
A Szúri nemzetségből származó, Biharban uralkodó afgán Sér Sáh Szúri (1540-1555) hódításokba fogott, elfoglalta Észak-Indiát, és 1540-ben elűzte a mogulokat a térségből. Bábur utódja Humájun ekkor a Szafavidákhoz menekült, ekkor úgy tűnt, hogy a Timuridák birodalomalapítási kísérlete Indiában zátonyra futott. Sér Sah a mogulok területein jelentős mezőgazdasági fejlesztéseket hajtott végre, öntözőműveket építtetett, kutakat ásatott, és fejlesztette az úthálózatot. 1555-ben harcban esett el, síremléke a Tádzs Máhál mellett az egyik legjelentősebb építmény Indiában. Halála után a Szúri állam összeomlott.

### Humájun
Humájun, a szafavida Nagy Tahmászp Sah segítségével, az ország visszahódítására indult, és 1544-ben elfoglalta Kandahárt, 1547-ben Kabult, majd 1554-ben Delhit. Humájun két évvel később elesett a könyvtára felé vezető lépcsősoron, és meghalt.
Utóda, Bajrán kán, türkmén hadseregparancsnok volt, aki mint régens, 1556 és 1560 között az ország ügyeit intézte az ifjú Dzsaleal ad-Dín Mohammad al Akbar helyett. Ez idő alatt Észak-India teljesen a mogulok kezére került. Akbar 1556-ban, 14 éves korában lépett trónra, és 1605-ig uralkodott. A mogul dinasztia legnagyobb személyiségeként tartják nyilván. Sokoldalú, művelt tudós, toleráns és mégis kegyetlen, ellentmondásos egyéniségével meghatározta a 16-17. századtól az ország fejlődésének útját.

### Nagy Akbar

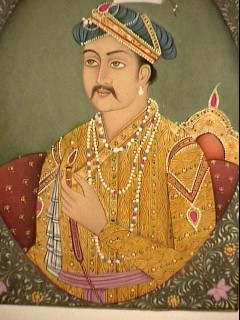
Nagy Akbar

Fatehpur Szíkri, Akbar fővárosa

Uralkodásának kezdetén még a háremintrikák alakították intézkedéseit, de az ifjú Akbar idővel képes volt keresztülvinni akaratát az udvari adminisztráción. 1561-től a feudális és befolyásos Rádzsput fejedelmek ellen vívott háborút, később megpróbálta őket céljainak megnyerni, és támaszaivá tenni. Apjának, Humájunnak pártfogói, az Iránból érkezett perzsák, és a jelentős hatalmi erővel jelenlevő törökök ezt nem nézték jó szemmel. A török tisztek fellázadtak, ám ezt a perzsa zsoldosvezérek vérbe fojtották. Akbar ekkor igaz muszlimként a Rádzsputok ellen fordult, és szent háborút, dzsihádot hirdetett. 1568-ban megostromolták Csitorgarhot, ahol mindegy 8000-en estek el, asszonyok és gyerekek is tűzhalált haltak. 
Ezután Akbar szigorú muszlim törvénykezést vezetett be, megtiltotta az élőlények ábrázolását a festményeken és újra bevezette a nem muszlimokat sújtó fejadót (dzimma). 1580-ban a törökök és a perzsák fellázadtak, ekkor leverésükre az indiai muzulmánoktól, és a rádzsputoktól kapott segítséget, cserébe elengedte adóikat. Ezzel kudarcba fulladt az a kísérlete, hogy mint padsahi-iszlámi, az iszlám padisahja, az iszlám jogrend őrzője uralkodjék. A mogul birodalom így olyan indiai állammá alakult, amelyben egy török származású dinasztia uralkodott, az indiai fejedelmek támogatásával.
1564-74 között Bengál is behódolt a moguloknak, akik 1573-ban már Gudzsarátot foglalták el. Az üzbég fenyegetés Közép-Ázsia felől arra késztette Akbart, hogy elfoglalja Kasmírt, és megszállja Szindh és Mekrán tartományokat, nehogy azok az üzbégek kezére jussanak. Később Közép-Indiát kerítette hatalmába. Ekkor egyesült a mai Afganisztán Észak- és Közép-India egyéb tartományaival is.
Átfogó közigazgatási reformot hajtott végre, minisztériumokat (dívánokat) alakított ki. Többek között a vallási türelmetlenségek lecsendesítésére is létrehozott intézményt, mivel felismerte, hogy a muszlimok, hinduk és dzsainák békés egymás mellett élése lehet a megoldás hatalmas birodalmának összetartására. Az egyik legfontosabb díván a koronabirtokok igazgatását látta el, egy másik a honvédelmet (mir-baksi), megint másik az államháztartást (mir-szamam). A hivatalok nem voltak örökletesek, viszont a kinevezések életfogytig szóltak. A tartományok élére kormányzókat nevezett ki. A rádzsputok kormánytisztviselőként szolgáltak. Ezekhez a hivatalokhoz birtokok tartoztak, ezekből származott a tisztviselők javadalma, akiknek ebből katonai alakulatokat is fel kellett állítania. Létrehozta az ún. manszáb, vagy manszabtár rendszert, amely a mongol-török iktarendszer nyomán alakult ki. A birtokok élén álló manszabtár, mint közjogi méltóság az adóbehajtás zavartalanságáért is felelős volt. A parasztok adóztatása szolgálta a birodalom pénzügyi alapját. Az így létrehozott államigazgatás gazdasági felvirágzást eredményezett, ekkor a birodalomban közel 120 nagyobb, és mintegy 3200 kisebb város állt fenn.
Akbar ortodox szunnita nevelésben részesült, a szúfi dervisek gondolatvilága erősen hatott rá. Csarnokot létesített a muszlim tudósok teológiai vitáinak színteréül, és ide a birodalom minden jelentős vallásának képviselőit meghívta. (muszlimokat, hindukat, dzsainákat, zoroasztránusokat, szábeusokat). A goai jezsuiták többször meglátogatták udvarát, ő maga egyetlen hit mellett sem kötelezte el magát. 1582-ben saját szektát, egyféle vallási csoportosulást alapított Díni Iláhi, azaz isteni hit néven. A 19 tagot számláló vallási közösség elsősorban a napot és a tüzet dicsőítette, ez zoroasztránus befolyásról árulkodik. Tízparancsolata a koránból, és a szúfi misztikából ered. Jelentős építészeti és művészeti alkotásokat hozott létre. Agrától 50 km-re új fővárost alapított Fatehpur Szíkri (Győzelmi Város) néven egy magaslaton, amely elsősorban szakrális jellegű volt. Az 1569-1572-ig épült település azonban 1580-ra elnéptelenedett, mivel a környező vízkészletek kimerültek. Ekkor Akbar Lahorba tette át székhelyét.

### Dzsahángír, Sáh Dzsahán és Aurangzeb, a Tádzs Mahal kora

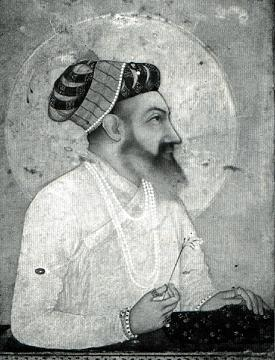
Sáh Dzsahán arcképe

Akbar fia Dzsahángír Núr ad-Dín (1605-1627 ) mellékneve a Világ meghódítója és a Vallás fénye. Bár Dzsahángír harcolt apja ellen elsősorban annak hindubarát politikája miatt, mégis annak örökébe lépett, különösen a művészetekhez való vonzódása szempontjából. Dzsahángírban nem volt meg apja erős egyénisége, és nem vetette meg a világi örömöket sem, rabja volt a bornak, az ópiumnak, és erősen felesége Núr Dzsahán, a „Világ fénye ” hatása alatt állt. Az udvari intrikák, fiának a jövendő trónörökösnek a lázadása, az iráni Abbász sah támadásai megnehezítették uralkodásának utolsó éveit.
Siab ad-Dín Sáh Dzsahán (1627-1658) igen kemény eszközökkel fojtotta el a birodalomban mindjobban elharapódzó lázadásokat és a viszonylag független dekkán államokat, Golkondát, Bidzsápurt a fennhatósága alá helyezte. Látványos építkezésbe fogott, így megalkotta Mumtáz Mahal, tizennegyedik gyermekének szülésébe belehalt feleségének síremlékét, a Tádzs Mahalt, amit azóta is az indiai muszlim építészet ékkövének tartanak.
Sáh Dzsahán nem titkolt célja volt a közép-ázsiai területek visszaszerzése, az ősi Timuridák lakta székhely birtokbavétele, ám terveit egy balul sikerült Balh felé irányuló támadás miatt fel kellett adnia. Fia, Aurangzeb herceg csak nagy nehézségek árán tudta megmenteni csapatainak maradékát. Sáh Dzsahán ismét Delhibe helyezte át a fővárost, amelyhez még számtalan kisebb nagyobb várost csatolt. Ekkor építették meg mai formájában a delhi Vörös Erődöt is, a Jamuna partján. Ennek egy részét 1857-ben a britek rombolták le. Ekkor épült fel a legnagyobb indiai mecset is a Fatehpur Szíkri mecset mintájára a Vörös Erőd közelében.
Sáh Dzsahán fényűző építkezései, és a hadviselés költségei súlyos helyzetbe hozták az államkincstárt, zavargások törtek ki, amelyeket a nemesség és a papság is szított. A hinduk, és az ortodox muszlimok újból harcban álltak. Míg ez utóbbiak Aurangzeb herceget támogatták, a hinduk Dára Sukú trónörököst szerették volna a trónon látni. A két herceg közül Muhir ad-Dín Aurangzeb Alamgír bizonyult erősebbnek, aki ahogy hatalomra került, megölette fivérét, apját haláláig (1666) börtönbe záratta az agrai Vörös Erődbe nem messze a Tádzs Mahaltól.

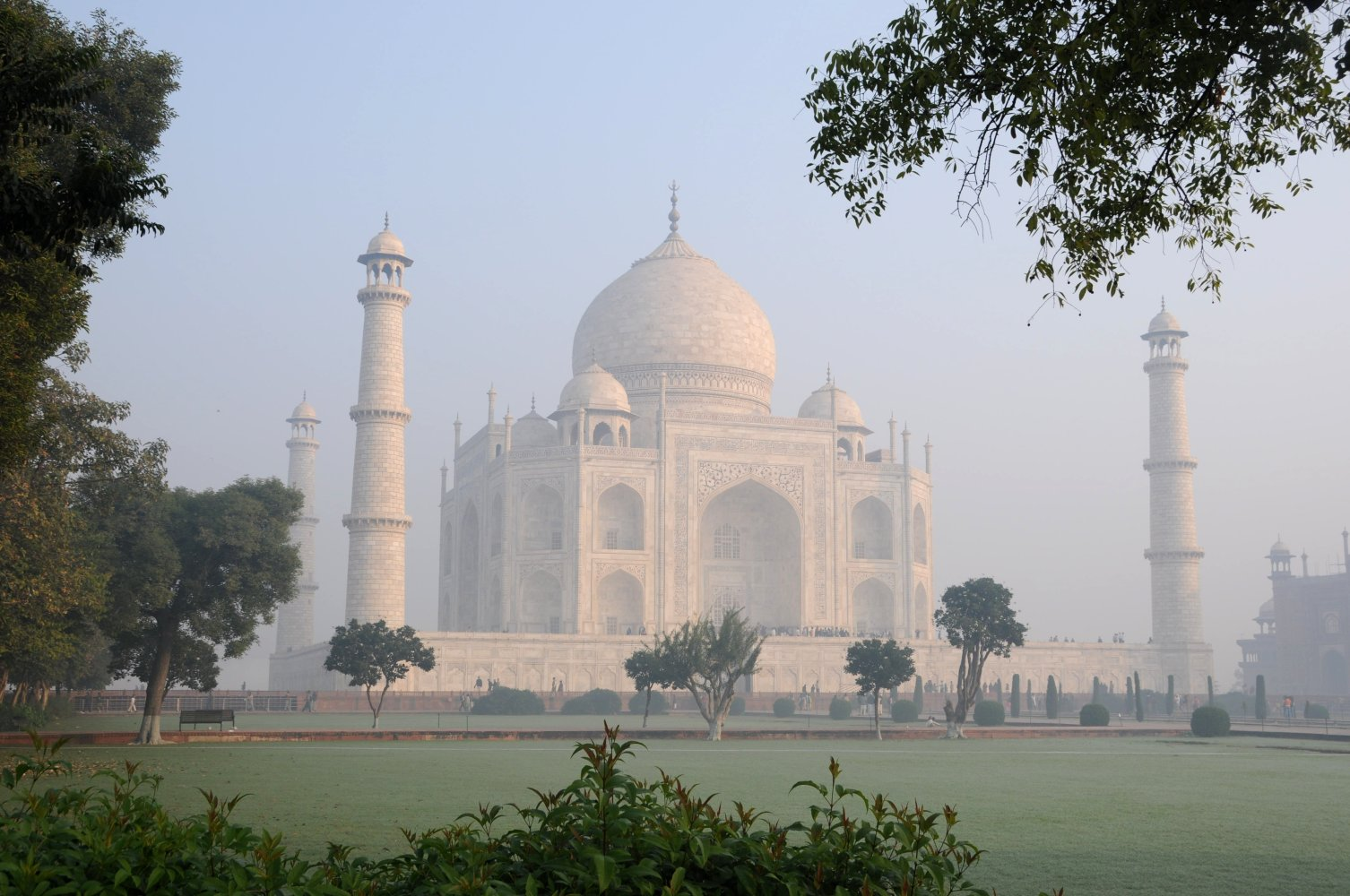
A Tádzs Mahal

A mogulok és a rádzsputok szövetsége ezzel felbomlott, egyuttal a birodalom politikai stabilitása is veszélybe került. 1669-ben Aurangzeb az ország hindu templomai ellen fordult, és a benáreszi, maduráji és a szongnáthi templomokat leromboltatta. Bevezette a nem muszlimok különadóját, és ortodox iszlám államrendet próbált birodalmában kialakítani. A zenét betiltotta, a festészetet csak saját dicsőségének ábrázolására engedte érvényesülni. A rádzsputok és az afgánok felkeléseket szítottak, a birodalom több pontján gerillaharcok alakultak ki az uralkodó ellen. Erre válaszul Aurangzeb 1681-1707 között Dekkánban bosszúhadjáratot indított, ami jelentősen megterhelte az államkincstárt. Az újabb és újabb felkeléseken azonban már nem tudott úrrá lenni, halála után a birodalom összeomlott.

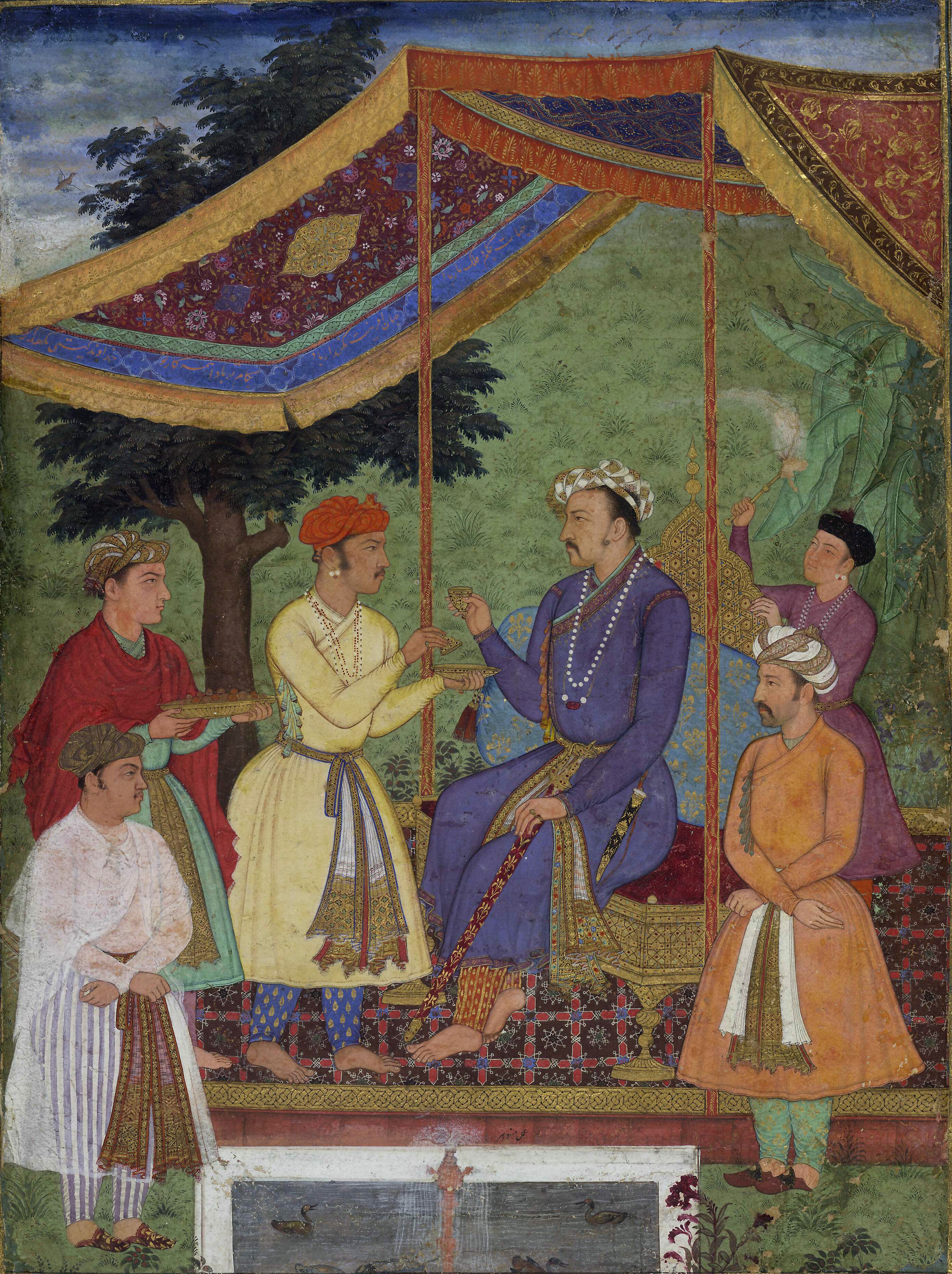
Dzsahángír és két fia, Khusrau és Parviz

### A Mogul Birodalom hanyatlása
Az udvari nemesség Aurangzeb utódait saját érdekeinek megfelelően használta fel. I. Bahádur sah (1704–1711) az európai és perzsa befolyás alatt állt, Dzsahandár Sah (1711–1712) főleg a művészetek támogatásával tűnt ki. 1739-ben Nádir perzsa sah rohanta le az országot, elfoglalta, kifosztotta Delhit, ekkor került az irániak kezébe Aurangzeb híres trónja, a pávatrón is. Nádir Sah kivonulása után a dúráni afgánok szállták meg Észak-India egy részét, és tartották megszállva 1761-ig.
A birodalom több kisebb részállamra szakadt, II. Alám mogul sah (1759–1806) alatt már nyoma sem maradt Nagy Akbar és a mogul birodalom tündöklésének. A brit gyarmati háborúban a mogulok már csak statiszta szerepet töltöttek be. Alám Sah, akit egy afgán 1788-ban megvakított, a britek mellett kötelezte el magát, és azok bábjaként is uralkodott a Vörös Erődben. Az 1857–1858-as britek elleni felkelés (szipojlázadás), amelyet mint az indiai nép szimbóluma, II. Bahádúr mogul sah vezetett, elbukott. A győztesek az uralkodót leváltották, és Burmába szállították. Ezzel szűnt meg véglegesen a mogul uralkodók dinasztiája.

## A mogul kultúra

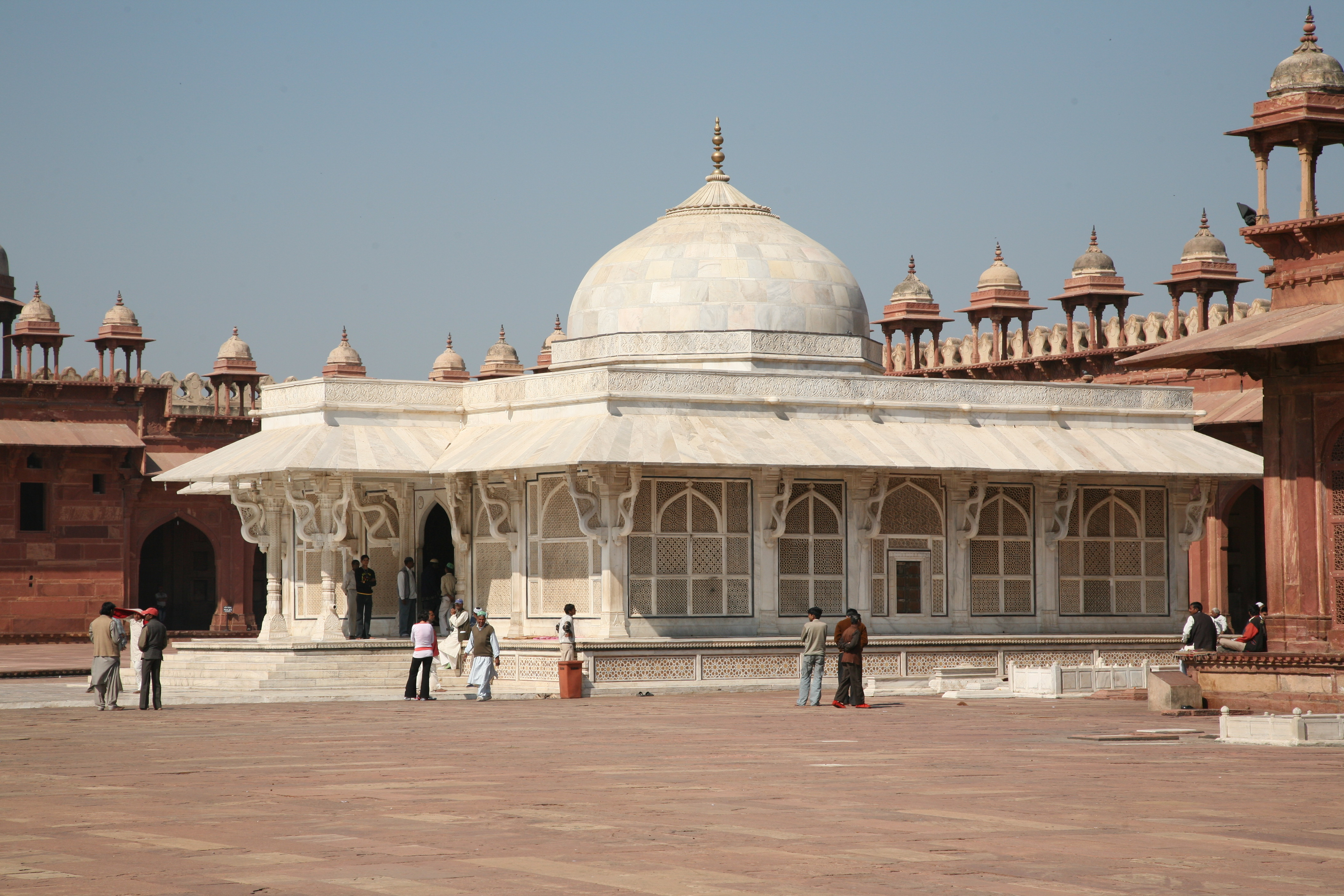
A szúfi „szent” ember, Szálim Csisti szentélye Fatehpur Szíkriben, Akbar palotavárosában

A mogul korszak az indiai kultúra egyik kimagasló állomása. Ebben az időben művek sokasága született, a portréfestészet, a miniatúrafestészet, az építészet területén. Az uralkodók által megteremtett és patronált udvari művészet, amely az alapvetően perzsa műveltségű uralkodók ízlését tükrözte, harmonikus egységbe olvasztotta az iszlám, az indiai, és a perzsa kultúra kincseit. A szintézis elsősorban az építészetben nyilvánult meg, a hatalmas ívánok, boltívek a szeldzsuk-török örökség részei, ahogy a magas kupolák is. A gazdag intarziadíszítés perzsa és európai hatásokra utal. A hindu építészet ablakívei, erkélyei és oszlopai beleolvadtak a sajátságosan iszlám építészeti megoldásokba.

### Építészet
Az első mogul építmény a régi erőd volt Delhiben, amelyet Humájun építtetett, az őt elűző Sér Sah Szuri mecsetet is létrehozott itt, és neki is ez lett a székhelye. Sér Sah síremlékén még inkább az indiai stílusjegyek dominálnak.

Akbar, aki felismerte, hogy hatalmát csak a hinduk közreműködésével szilárdíthatja meg, építészeti megoldásaiban már tudatosan alkalmazta a hindu művészetek örökségét. Mecseteket, palotákat, síremlékeket építtetett Delhiben, Agrában, Adzsmírban, és Rádzspútánában. A mogul építészetben elsősorban a bennszülött építőmunkások technikája honosodott meg, de például a boltívek, ejvánok a szeldzsuk hagyományokból erednek. Humájun Delhiben létrehozott síremléke inkább az iráni hagyományokhoz áll közel, Akbar mauzóleuma (1614) Szikandrában azonban már óindiai példák alapján épült. Saját városa, Fatehpur Szíkri (a Győzelem Városa) Agra közelében épült, de befejezése után nem sokkal uralkodói parancsra elhagyták lakói. A város később már nem volt kitéve hadjáratoknak, ostromoknak, ezért nagy része érintetlenül fennmaradt. Ennek központi épületében helyezte el Akbar új vallásának a Díni Ilháni katedrálisának szánt ötemeletes Pándzs Mahalt. Akbar még saját magának is tervezett mauzóleumot.

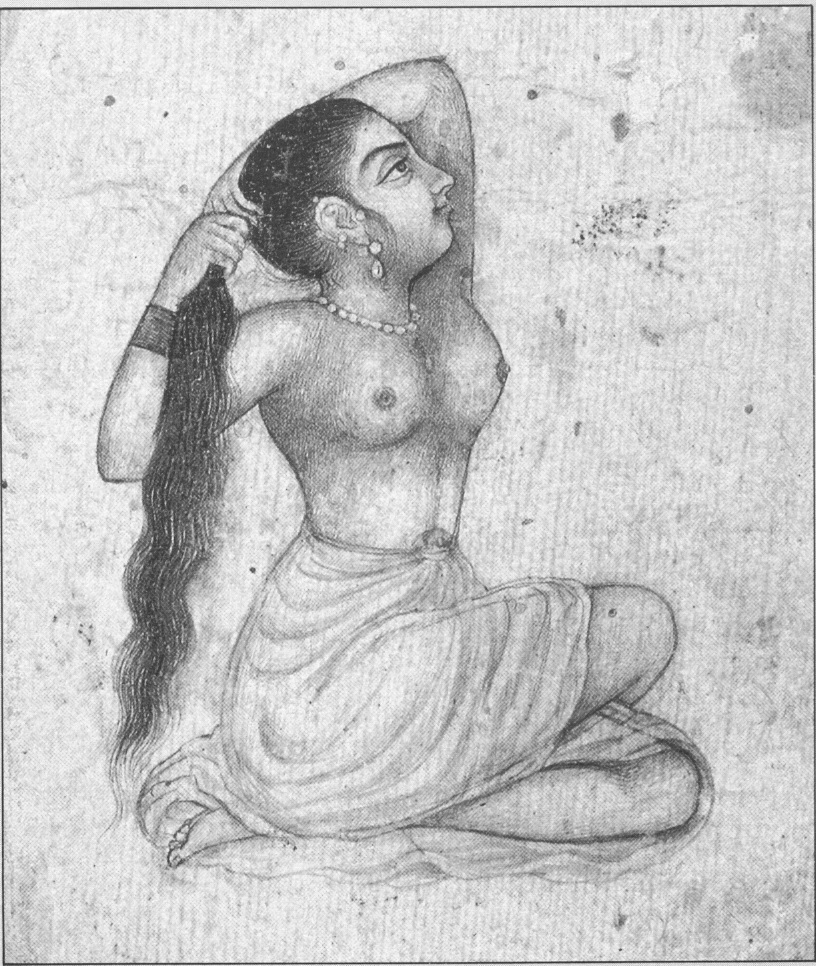
Fésülködő lány a fürdő után. Ismeretlen indiai művész alkotása a 17. századból

Fia Dzsahángír építészeti ízlése inkább perzsa vonásokat mutat, talán feleségének, a perzsa származású Núr Dzsahán hatására. Itt jelenik meg először a pietra dura, a színes márvány-, fajansz-, és féldrágakőberakás. Ekkor kezdett fejlődni India egyik különleges művészeti ága, a kertépítészet. Az uralkodók mértanilag elrendezett kertek kialakításával próbálták kifejezni birodalmuk szervezettségét, és az égi világ egységét.
A mogul építészet Sáh Dzsahán uralkodása alatt csúcsosodott ki, aki elsősorban Delhiben, Agrában, Lahorban építtetett. Sáh Dzsahán élvhajhász, de igen kifinomult izlésű uralkodó volt, végsőkig kihasználtatta mestereivel a márvány adta lehetőségeket, a belső terek kialakításában különleges optikai hatásokra törekedett. Ennek egyik példája a lahori tükörpalota, amelynek falait tükörberakás ékesítette. Az általa épített agrai Tádzs Mahal húsz éven át, húszezer mesterember közreműködésével épült, ma a világ egyik leglátogatottabb műemléke.
A mogul építészet termékenyítően hatott az indiai rádzsput fejedelmek építészetére is. Mogul hatásra fejlődött a Szikh építészet is, ennek egyik jellemző példája az amritszári aranytemplom (Harmandir Száhib), a szikhek központi szent helye.
Aurangzeb vallási merevsége a művészetek szabad fejlődését már akadályozta. Későbbi építményeik már inlkább utánzatok az önálló fantázia hiányával, esetenként túldíszített, cirádásan tobzódó épületek.

### Festészet, díszítőművészet
A korai mogul festészet a perzsa miniatúrák jellegzetességeit mutatja. Perzsiában a 13. században létrejött alkotások még kezdetleges művészi munkáról tanúskodnak, a bizánci befolyás mellett, de szigorú szunnita alapelvek figyelembevételével készültek. Később, a mongol hódítások időszakában, feltehetően ujgur hatásra a festészet fejlődésnek indult, amely különösen a könyvművészet terén nyilvánult meg. A perzsa festészet remekei még a Delhi Szultanátus idején terjedtek el Indiában, és Firúz Sah Tugluk (1351–1388) szultán – aki ortodox szunnita elveket vallott, és még a falfestményeket is eltávolíttatta a paloták faláról – átmeneti uralkodását leszámítva folyamatosan terjedtek a szubkontinensen. Irán szafavida időszakában már a síita irányzat érvényesült. A síiták az élőlények ábrázolásának tilalmát már nem vették szigorúan.
A 16. század elején az afganisztáni Herátban működött Kamáloddin Behzád (1450–1535), akinek alkotásai kifinomult természetismeretről árulkodnak. Bábur és Humájun időszakában indo-perzsa kulturális hatás érvényesült, valódi indiai stílus csak Akbar korában alakult ki. Akbar uralkodása alatt virágzott fel először az indo-muszlim festészet is, amely még iráni, perzsa, szafavida hatásokat mutat. Legjelentősebb alkotása a Hamzanáme c. irodalmi mű, amely 17 kötetből áll, és mintegy 1400 képet tartalmaz. A művet 1580 körül kezdték el írni és illusztrálni. A perspektivikus ábrázolást, amely abban az időben Európában már általános volt, nem alkalmazták, a képeket síkokra osztották, a közelebbi és távolabbi jeleneteket külön ábrázolták. A nyugati perspektívaábrázolás Dzsahángír korában már egyre inkább teret kapott, az alakokat a térhatás elérése érdekében finoman árnyékolták. Megjelentek a portréfestők is, akik a lehető legnagyobb élethűségre törekedtek. Korának híres politikusainak arcképeiből Dzsahángír albumot állított össze.